# Weiherhof (Neustadt an der Aisch)
Weiherhof ist ein Gemeindeteil der Kreisstadt Neustadt an der Aisch im Landkreis Neustadt an der Aisch-Bad Windsheim (Mittelfranken, Bayern). Die Einöde Klausberg zählt zum Gemeindeteil Weiherhof. Weiherhof liegt in der Gemarkung Birkenfeld.

## Geografie
Der Weiler liegt am Schweinebach, einen linken Zufluss des Schweinachbaches, der wiederum ein rechter Zufluss der Aisch ist. 0,5 km nordwestlich des Ortes erhebt sich der Klausberg (358 m ü. NHN), 1 km südöstlich der Ellenberg. 0,75 km nordwestlich liegt das Flurgebiet Binsenbusch. Die Kreisstraße NEA 6 führt nach Birkenfeld zur Bundesstraße 470 (1,2 km nördlich) bzw. an Unterroßbach vorbei nach Oberroßbach (2 km südöstlich).

## Geschichte
Der Ort wurde 1517 als „zvm Weyher hoff“ zusammen mit „zw Clawssenberck“ erstmals schriftlich erwähnt.
Gegen Ende des 18. Jahrhunderts gehörte Weiherhof zur Realgemeinde Birkenfeld. Das Anwesen hatte das brandenburg-bayreuthische Klosteramt Birkenfeld als Grundherrn. Unter der preußischen Verwaltung (1792–1806) des Fürstentums Bayreuth erhielt Weiherhof die Hausnummer 38 des Ortes Birkenfeld.
Von 1797 bis 1810 unterstand der Ort dem Justizamt Dachsbach und Kammeramt Neustadt. Im Rahmen des Gemeindeedikts wurde Weiherhof dem 1811 gebildeten Steuerdistrikt Schauerheim und der 1813 gegründeten Ruralgemeinde Birkenfeld zugeordnet. Am 1. Januar 1972 wurde Weiherhof im Zuge der Gebietsreform in Bayern nach Neustadt an der Aisch eingemeindet.

### Ehemalige Baudenkmäler
- Haus Nr. 37[9]: ehemaliger Schafhof von Kloster Birkenfeld, eingeschossiges Wohnstallhaus; östlicher Gebäudeteil zweigeschossig, Walmdach, Ecklisenen, Erdgeschoss aus Quadern, Obergeschoss konstruktives Fachwerk, profiliertes Holztraufgesims; im Türsturz des eingeschossigen westlichen Teiles „A A“(dich) „L G“(eis) „D“(örfer) / „1787“[10]
- Haus Nr. 38: am 1922 erbauten Haus Tafel in Zweitanbringung „J“(ohann) „M“(ichael) / „G“(eis) „D“(örfer) / „1818“[10]

### Einwohnerentwicklung
| Jahr      | 001818 | 001840 | 001861 | 001871 | 001885 | 001900 | 001925 | 001950 | 001961 | 001970 | 001987 |
| Einwohner | 15     | 15     | 9      | 8      | 11     | 15     | 6      | 19     | 26     | 29     | 16     |
| Häuser    | 2      | 2      |        |        | 1      | 2      | 2      | 2      | 2      |        | 3      |
| Quelle    | [ 12 ] | [ 13 ] | [ 14 ] | [ 15 ] | [ 16 ] | [ 17 ] | [ 18 ] | [ 19 ] | [ 20 ] | [ 21 ] | [ 1 ]  |

## Religion
Der Ort ist seit der Reformation evangelisch-lutherisch geprägt und bis heute nach St. Katharina (Schauerheim) gepfarrt. Die Katholiken sind nach St. Johannis Enthauptung (Neustadt an der Aisch) gepfarrt.